# Dia Internacional para a Prevenção da Exploração do Meio Ambiente na Guerra e nos Conflitos Armados
O Dia Internacional para a Prevenção da Exploração do Meio Ambiente em Guerras e Conflitos Armados é um dia internacional celebrado anualmente em 6 de novembro. O Dia Internacional para a Prevenção da Exploração do Meio Ambiente em Guerras e Conflitos Armados foi criado em 5 de novembro de 2001 pela Assembleia Geral das Nações Unidas, durante o mandato de Kofi Annan como secretário-geral.
Sobre essa observância, o Secretário-Geral Ban Ki-moon escreveu: “Devemos usar todas as ferramentas à nossa disposição, desde o diálogo e a mediação até a diplomacia preventiva, para evitar que a exploração insustentável dos recursos naturais alimente e financie conflitos armados e desestabilize os frágeis alicerces da paz.”